# Великі Селища
Великі Селища — село в Україні, у Рівненському районі Рівненської області. Населення становить 1289 осіб.

## Історія
В 1720 р. Юзеф Потоцький (пол. Józef Potocki) переніс до Селищ (пол. Siedliszcz) свій Двір (ośrodek dobr) із занепалого після Північної війни Губкова. В 1755 році Потоцькі передають владу над Селищем Феліксові Бєжиньскому (pol. Feliks Bierzyński). В II пол. XVIII ст. Онуфрій Бєжиньский (син Фелікса Бєжиньского) каштелан житомирський, неподалік Селищ, закладає поселення та надає йому назву — Ludwipol (укр.- Людвипіль) на честь своєї дружини — Людвіки (Ludwika z Ponińskich). Де почали мешкати переселенці з Губкова.
Після смерті Онуфрія, спадкоємцем майна повинен був стати його син — Адам, та він відмовляється від спадку на користь сестри Аполонії, дружини Кароля Понінського. Їхній син — Болеслав Понінський був черговим спадкоємцем Селища. Протягом декількох десятків років він жив самотньо. Все майно він заповів своїй племінниці Аполонії, яка побралася з Броніславом Валевським з Моквина, що неподалік. Наприкінці дев'ятнадцятого століття він продав своє майно росіянину — Муравйову.
«Wołyń», Grzegorz Rąkowski
«W 1720 r. wojewoda bracławski Józef Potocki przeniósł do Siedliszcza ośrodek dóbra z podupadłego po wojnie północnej Hubkowa. W 1755 r. Potoccy sprzedali posiadłość Feliksowi Bierzyńskiemu. Jego syn Onufry, kasztelan żytomierski, założyw w II poł. XVIII w. w sąsiedztwie Siedliszcza miasteczko Ludwipol, nadając mu nazwę na cześć swoej żony, Ludwiki z Ponińskich. Zamieszkali go przesiedleńcy z Hubkowa.
Po śmierci Onufrego dobra odziedziczył jego syn Adam, który zrzek się ich na rzecz siostry Apolonii, żona Karola Ponińskiego. Ich syn Bolesław Poniński był kolejnym dziedziczem Siedliszcz. Przez kilkadziesiąt lat mieszkał samotnie w siedliskim dworze, a cały majątek zapisał swej bratanicy Apolonii, która poślubila Bronisława Walewskiego z niedalekiego Mokwina, ten zaś w końncu XIX w. sprzedał dobra hubkowskie Rosjaninowi Murawiewowi.»

## Населення
За переписом населення 2001 року в селі мешкало 1 288 осіб.

### Мова
Розподіл населення за рідною мовою за даними перепису 2001 року:
| Мова       | Відсоток |
| ---------- | -------- |
| українська | 99,07 %  |
| російська  | 0,93 %   |

## Відомі особистості
В поселенні народились:
- Кроль Іван Федорович — учасник українського повстансько-підпільного руху.
- Василь (Хомга) – повстанець. Уродженець с. Великі Селища Березнівського району. Загинув у бою з німцями 28.03.1943 р.
- Омельчук Олег Петрович — український стрілець, майстер спорту міжнародного класу з кульової стрільби.
- Рудик Адам Микитович («Шавула»; 1909—1944) — український військовик, курінний УПА, за іншими данними народився в Сосновому.
- Яницький Йосип Кузьмович — співак, бандурист, педагог, заслужений діяч мистецтв України.